# Aceite para el cabello

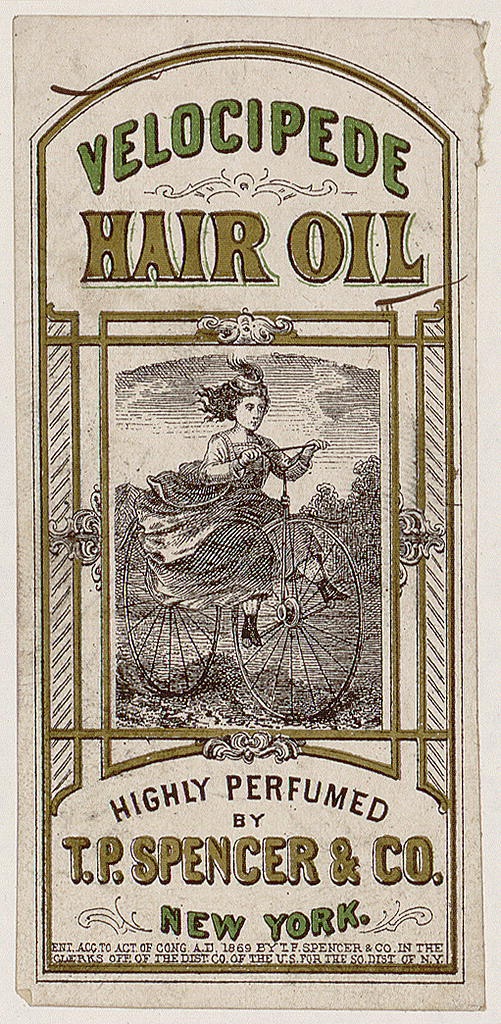

El aceite para el cabello es un producto cosmético a base de aceite destinado a mejorar el estado del cabello. Se pueden incluir varios diferentes tipos de aceites en los productos de aceite para el cabello. A menudo pretenden ayudar con el crecimiento, la sequedad o el daño del cabello.

## Historia
Los antiguos egipcios prestaban especial atención al cabello y en las antiguas reliquias encontradas por los arqueólogos se representan imágenes de peluqueros. Los textos arcaicos encontrados durante esta época contenían información sobre “recetas” utilizadas por los egipcios para combatir la calvicie. Durante este período la gente usaba peines y ungüentos para arreglarse y peinarse.

## Usos
Muchos productos cosméticos, incluidos champús, protectores térmicos, gotas para el cabello o mascarillas para el cabello, contienen aceites.[cita requerida]
Los seres humanos producen un aceite capilar natural llamado sebo a partir de glándulas alrededor de cada folículo. Otros mamíferos producen aceites similares como la lanolina. Al igual que los aceites naturales, los aceites capilares artificiales pueden disminuir la sequedad del cuero cabelludo formando películas hidrofóbicas que disminuyen la pérdida de agua transepidérmica, reduciendo la evaporación del agua de la piel. Los aceites en el cabello pueden reducir la absorción de agua que daña las hebras del cabello debido al estrés higiénico repetido, ya que el cabello se hincha cuando está mojado y luego se encoge a medida que se seca. Los aceites también protegen las células de la cutícula del folículo piloso y previenen la penetración de sustancias como los tensoactivos. Los aceites saturados y monoinsaturados se difunden en el cabello mejor que los poliinsaturados.

## Tipos de aceite
Los aceites minerales y vegetales se utilizan para elaborar una variedad de aceites para el cabello comerciales y tradicionales. El aceite de coco es un ingrediente común. Otras fuentes vegetales incluyen almendras, argán, babasú, bardana, ricino y semillas de té.[cita requerida]
Los aceites naturales se utilizan más comúnmente como productos cosméticos en el cuero cabelludo. Los aceites naturales provienen de recursos naturales que son muy ricos en nutrientes como vitaminas y ácidos grasos.

### Aceite de coco
El uso del aceite de coco antes y después del lavado del cabello ha demostrado tener propiedades que disminuyen la pérdida de proteínas en el mismo. Es ampliamente conocido que el aceite de coco contiene ácido láurico, el cual es un tipo de ácido graso que tiene la capacidad de penetrar el tallo del cabello gracias a su bajo peso molecular y su estructura lineal.

### Aceite de argán
El aceite de argán es originario de Marruecos y es conocido por su efecto acondicionador que deja el cabello suave y alivia el encrespamiento.[cita requerida]

### Aceite de aguacate
El aceite de aguacate es rico en nutrientes. Tiene una alta concentración de vitamina E, que es un antioxidante que puede disminuir la caída del cabello y favorece su crecimiento. 

### Otros aceites
Los aceites que incluyen aceite de almendras, aceite de pepitas de uva, aceite de jojoba y aceite de oliva pueden promover la elasticidad del cabello y ayudar a prevenir la sequedad y el daño del cabello.